# Coupe des clubs champions européens 1983-1984
Navigation
Édition précédente Édition suivante
La Coupe des clubs champions européens 1983-1984 a vu la victoire de Liverpool. La compétition s'est terminée le 30 mai 1984 par la finale au Stadio Olimpico à Rome.
Pour la première fois depuis leur instauration en 1970, la finale se décide aux tirs au but .

## Seizièmes de finale
| Équipe 1           | Résultat     | Équipe 2              | Aller | Retour |
| ------------------ | ------------ | --------------------- | ----- | ------ |
| OB Odense          | 0 - 6        | Liverpool FC          | 0 - 1 | 0 - 5  |
| Lech Poznań        | 2 - 4        | Athletic Bilbao       | 2 - 0 | 0 - 4  |
| Ajax Amsterdam     | 0 - 2        | Olympiakos            | 0 - 0 | 0 - 2  |
| Benfica Lisbonne   | 6 - 2        | Linfield FC           | 3 - 0 | 3 - 2  |
| Dynamo Minsk       | 3 - 2        | Grasshopper Zurich    | 1 - 0 | 2 - 2  |
| Győri ETO FC       | 4 - 1        | Víkingur Reykjavik    | 2 - 1 | 2 - 0  |
| FC Lahti           | 0 - 4        | Dinamo Bucarest       | 0 - 1 | 0 - 3  |
| Hamrun Spartans FC | 0 - 6        | Dundee United FC      | 0 - 3 | 0 - 3  |
| Athlone Town FC    | 4 - 11       | Standard de Liège     | 2 - 3 | 2 - 8  |
| Fenerbahçe         | 0 - 5        | Bohemians Prague      | 0 - 1 | 0 - 4  |
| Rapid Vienne       | 4 - 3        | FC Nantes             | 3 - 0 | 1 - 3  |
| BFC Dynamo         | 6 - 1        | AS La Jeunesse d'Esch | 4 - 1 | 2 - 0  |
| Partizan Belgrade  | 5 - 1        | Viking FK             | 5 - 1 | 0 - 0  |
| CSKA Sofia         | 4 - 4E       | Omonia Nicosie        | 3 - 0 | 1 - 4  |
| AS Rome            | 4 - 2        | IFK Göteborg          | 3 - 0 | 1 - 2  |
| Hambourg SV        | Q. - forfait | KS Vllaznia Shkodër   | -     | -      |

## Huitièmes de finale
| Équipe 1          | Résultat | Équipe 2          | Aller | Retour |
| ----------------- | -------- | ----------------- | ----- | ------ |
| Liverpool FC      | 1 - 0    | Athletic Bilbao   | 0 - 0 | 1 - 0  |
| Olympiakos        | 1 - 3    | Benfica Lisbonne  | 1 - 0 | 0 - 3  |
| Győri ETO FC      | 4 - 9    | Dynamo Minsk      | 3 - 6 | 1 - 3  |
| Dinamo Bucarest   | 5 - 3    | Hambourg SV       | 3 - 0 | 2 - 3  |
| Standard de Liège | 0 - 4    | Dundee United FC  | 0 - 0 | 0 - 4  |
| Bohemians Prague  | 2 - 2E   | Rapid Vienne      | 2 - 1 | 0 - 1  |
| BFC Dynamo        | 2 - 1    | Partizan Belgrade | 2 - 0 | 0 - 1  |
| CSKA Sofia        | 0 - 2    | AS Rome           | 0 - 1 | 0 - 1  |

## Quarts de finale
| Équipe 1     | Résultat | Équipe 2         | Aller | Retour |
| ------------ | -------- | ---------------- | ----- | ------ |
| Liverpool FC | 5 - 1    | Benfica Lisbonne | 1 - 0 | 4 - 1  |
| Dynamo Minsk | 1 - 2    | Dinamo Bucarest  | 1 - 1 | 0 - 1  |
| Rapid Vienne | 2 - 2E   | Dundee United FC | 2 - 1 | 0 - 1  |
| AS Rome      | 4 - 2    | BFC Dynamo       | 3 - 0 | 1 - 2  |

## Demi-finales
| Équipe 1         | Résultat | Équipe 2        | Aller | Retour |
| ---------------- | -------- | --------------- | ----- | ------ |
| Liverpool FC     | 3 - 1    | Dinamo Bucarest | 1 - 0 | 2 - 1  |
| Dundee United FC | 2 - 3    | AS Rome         | 2 - 0 | 0 - 3  |

## Finale
| 30 mai 1984                             | Liverpool FC    | 1 – 1 a. p.                                 | AS Rome    | Stadio Olimpico, Rome                             |                                                   |
|                                         | Neal 13e        |                                             | 42e Pruzzo | Spectateurs : 69 693 Arbitrage : Erik Fredriksson | Spectateurs : 69 693 Arbitrage : Erik Fredriksson |
|                                         | Rapport         |                                             |            | Spectateurs : 69 693 Arbitrage : Erik Fredriksson | Spectateurs : 69 693 Arbitrage : Erik Fredriksson |
| Nicol · Neal · Souness · Rush · Kennedy | Tirs au but 4-2 | Di Bartolomei · Conti · Righetti · Graziani |            | Spectateurs : 69 693 Arbitrage : Erik Fredriksson | Spectateurs : 69 693 Arbitrage : Erik Fredriksson |